# Nekrolog 4. Quartal 1994
Nekrolog
◄◄
| ◄
| 1990
| 1991
| 1992
| 1993
| 1994 | 1995 | 1996 | 1997 | 1998 | ► | ►►
1. Quartal |
2. Quartal |
3. Quartal |
4. Quartal 1994
Weitere Ereignisse | Allgemeiner Nekrolog 1994
Die Beschreibung der verstorbenen Person sollte so kurz wie möglich gehalten sein und nur deren signifikante Tätigkeit(en) enthalten.
Neue Namen ggf. auch unter dem Geburts- und Sterbedatum, also etwa unter 1. Januar und im Geburts- und Sterbejahr (2024) eintragen (nur bei entsprechender großer Wichtigkeit). Für Beispiele siehe die schon vorhandenen Artikel.
Außerdem über die fünf zuletzt Verstorbenen, zu denen es einen ausreichend guten Artikel für eine Präsentation auf der Hauptseite gibt, nach der todesbedingten Überarbeitung der Artikel ggf. auch unter Wikipedia Diskussion:Hauptseite informieren und sie am besten auch in den anderen Wikipedia-Sprachversionen eintragen. Tipp: Regelmäßig bei news.google.de nach „ist tot“, „gestorben“ oder „verstorben“ suchen.
Wenn eine Person gestorben ist, gibt es viele Seiten zu dieser Person in der Wikipedia, die davon auch betroffen sind und entsprechend aktualisiert werden müssen. Beispiele: Namenübersichtsseite, Geburtsjahr, Geburtsort-Seiten und viele mehr.
Wie finde ich die betroffenen Seiten?
Im Suchfeld auf der linken Seite gibt man den Suchbegriff so ein: „Vorname Nachname“. Dann klickt man auf Volltext und alle Seiten mit entsprechendem Suchtext werden aufgerufen. Hier sieht man dann schnell, wo auch das Todesjahr Sinn macht oder sogar ein Teil des Artikels angepasst werden muss. Auch hilft das „Werkzeug“ auf der linken Seite sehr gut, um solche Seiten aufzufinden: „Links auf diese Seite“. Somit ist die Wikipedia wieder aktuell in allen Bereichen! Hinweis: bei Eintragung der Kategorie „Gestorben JAHR“ wird der Missbrauchsfilter 49 ausgelöst, was jedoch nicht schlimm ist. Siehe: Spezial:Missbrauchsfilter/49
Dies ist eine Liste von im vierten Quartal 1994 verstorbenen bekannten Persönlichkeiten. Die Einträge erfolgen innerhalb der einzelnen Daten alphabetisch sortiert. Tiere sind im Nekrolog für Tiere zu finden.

## Oktober
| Tag          | Name                                     | Beruf, bekannt als                                                                                              | Alter | Beleg |
| ------------ | ---------------------------------------- | --- | ----- | ----- |
| 1. Oktober   | David Berg                               | US-amerikanischer Prediger, Gründer der Children of God                                                         | 75    |       |
| 1. Oktober   | Ignazio Dionisi                          | italienischer Eishockeyspieler                                                                                  | 81    |       |
| 1. Oktober   | Albert Henze                             | deutscher Lehrer, Oberschulrat, Gauschulungsleiter und Senatsdirektor                                           | 94    |       |
| 1. Oktober   | Bud Houser                               | US-amerikanischer Diskuswerfer und Kugelstoßer                                                                  | 93    |       |
| 1. Oktober   | Oluyemi Kayode                           | nigerianischer Sprinter                                                                                         | 26    |       |
| 1. Oktober   | Paul Lorenzen                            | deutscher Philosoph                                                                                             | 79    |       |
| 1. Oktober   | Tomás Morales                            | spanischer Ordensgeistlicher (Jesuit)                                                                           | 85    |       |
| 1. Oktober   | Arminio Rothstein                        | akademischer Maler, Puppenmacher und -spieler, Autor, Musiker und Zauberer                                      | 67    |       |
| 1. Oktober   | Joe Rowan                                | US-amerikanischer Rechtsextremist                                                                               |       |       |
| 1. Oktober   | Gerhard Scheibner                        | deutscher Altphilologe und Übersetzer                                                                           | 82    |       |
| 2. Oktober   | Wendell L. Carlson                       | US-amerikanischer Ingenieur                                                                                     | 97    |       |
| 2. Oktober   | Claude Harris, Jr.                       | US-amerikanischer Jurist und Politiker                                                                          | 54    |       |
| 2. Oktober   | Ron Herron                               | britischer Architekt und Autor                                                                                  | 64    |       |
| 2. Oktober   | Harriet Hilliard                         | US-amerikanische Sängerin und Schauspielerin                                                                    | 85    |       |
| 2. Oktober   | Josefine Klee-Helmdach                   | deutsche Rundfunkredakteurin, Regisseurin, Theater- und Fernsehschauspielerin und Sprecherin                    | 91    |       |
| 2. Oktober   | Albert Leicht                            | deutscher Politiker (CDU), MdB                                                                                  | 72    |       |
| 2. Oktober   | Ernst Ossian Soravuo                     | finnischer Diplomat                                                                                             | 89    |       |
| 2. Oktober   | Pierre Fix-Masseau                       | französischer Grafiker                                                                                          | 89    |       |
| 3. Oktober   | Lassi Parkkinen                          | finnischer Eisschnellläufer                                                                                     | 77    |       |
| 3. Oktober   | Pater Emmeram                            | deutscher Benediktinerpater                                                                                     | 92    |       |
| 3. Oktober   | Heinrich Rennings                        | römisch-katholischer Theologe                                                                                   | 68    |       |
| 3. Oktober   | Heinz Rühmann                            | deutscher Schauspieler                                                                                          | 92    |       |
| 3. Oktober   | Maurice Perrin                           | französischer Geistlicher, römisch-katholischer Erzbischof und Diplomat des Heiligen Stuhles                    | 90    |       |
| 3. Oktober   | Dub Taylor                               | US-amerikanischer Schauspieler                                                                                  | 87    |       |
| 3. Oktober   | Hans-Georg Vogel                         | deutscher Fußballtrainer und Gymnasiallehrer                                                                    | 83    |       |
| 4. Oktober   | Yardena Alotin                           | israelische Komponistin                                                                                         | 64    |       |
| 4. Oktober   | Scoville Brown                           | US-amerikanischer Jazzmusiker                                                                                   | 78    |       |
| 4. Oktober   | Bill Challis                             | US-amerikanischer Komponist und Arrangeur                                                                       | 90    |       |
| 4. Oktober   | Danny Gatton                             | US-amerikanischer Gitarrist                                                                                     | 49    |       |
| 4. Oktober   | Karl G. Grell                            | deutscher Zoologe                                                                                               | 81    |       |
| 4. Oktober   | Reginald Grimmer                         | deutscher SED-Funktionär und Vorsitzender des Staatlichen Komitees für Rundfunk                                 | 68    |       |
| 4. Oktober   | Fritz-Werner Hoberg                      | deutscher Politiker (CDU), MdL                                                                                  | 81    |       |
| 4. Oktober   | Rogelio Sinán                            | panamaischer Schriftsteller                                                                                     | 92    |       |
| 5. Oktober   | Joseph Di Mambro                         | französischer Begründer der Sonnentempler                                                                       | 70    |       |
| 5. Oktober   | Marcello Melis                           | italienischer Jazzmusiker                                                                                       | 55    |       |
| 5. Oktober   | Nini Rosso                               | italienischer Jazz-Trompeter                                                                                    | 68    |       |
| 5. Oktober   | William R. Smedberg III                  | US-amerikanischer Offizier, Vizeadmiral der US-Navy                                                             | 92    |       |
| 6. Oktober   | John Appleton                            | britischer Autorennfahrer                                                                                       | 84    |       |
| 6. Oktober   | Horst Bretthauer                         | deutscher Handballspieler und Jurist                                                                            | 86    |       |
| 6. Oktober   | Erich Johannes                           | deutscher Politiker (CDU)                                                                                       | 83    |       |
| 6. Oktober   | Gerda Weiler                             | deutsche Psychologin und Pädagogin                                                                              | 72    |       |
| 7. Oktober   | Viktors Hatuļevs                         | lettischer Eishockeyspieler                                                                                     | 39    |       |
| 7. Oktober   | Niels Kaj Jerne                          | dänischer Immunologe und Nobelpreisträger                                                                       | 82    |       |
| 7. Oktober   | Johannes Ignaz Kohler                    | deutscher Maler und Grafiker                                                                                    | 86    |       |
| 7. Oktober   | Jay Steensma                             | US-amerikanischer Maler                                                                                         | 52    |       |
| 7. Oktober   | Günter Wickert                           | deutscher Markt- und Meinungsforscher                                                                           | 65    |       |
| 8. Oktober   | Anthony Abell                            | britischer Kolonialgouverneur                                                                                   | 87    |       |
| 8. Oktober   | Juozas Bastys                            | litauischer Politiker                                                                                           | 59    |       |
| 8. Oktober   | Bertil Malmberg                          | schwedischer Romanist, Linguist und Phonetiker                                                                  | 81    |       |
| 8. Oktober   | Andreas Gerardus Maria van Melsen        | niederländischer Wissenschaftsphilosoph                                                                         | 81    |       |
| 8. Oktober   | John Neely                               | US-amerikanischer Jazz-Musiker (Saxophone, Klarinette), Komponist und Arrangeur                                 | 64    |       |
| 8. Oktober   | Werner Pommerehne                        | deutscher Finanzwissenschaftler                                                                                 | 51    |       |
| 9. Oktober   | Georg Budke                              | deutscher Politiker (CDU), MdL                                                                                  | 94    |       |
| 9. Oktober   | Joan Dickson                             | britische Cellistin und Musikpädagogin                                                                          | 72    |       |
| 09. Oktober  | Fritz Fischer                            | österreichischer Leichtathlet                                                                                   | 86    |       |
| 9. Oktober   | Nikolai Nikolajewitsch Karetnikow        | sowjetisch-russischer Komponist                                                                                 | 64    |       |
| 9. Oktober   | Fred Lebow                               | rumänisch-amerikanischer Marathonläufer und Organisator des New-York-City-Marathons                             | 62    |       |
| 9. Oktober   | Philip Burton Moon                       | britischer Physiker                                                                                             | 87    |       |
| 9. Oktober   | Rolf Thiele                              | deutscher Regisseur, Drehbuchautor, Filmproduzent                                                               | 76    |       |
| 10. Oktober  | Richard J. C. Atkinson                   | britischer Archäologe                                                                                           | 74    |       |
| 10. Oktober  | Adrian Dalsey                            | US-amerikanischer Unternehmer, Mitgründer des Kurier-Unternehmens DHL                                           | 79    |       |
| 10. Oktober  | Nola Luxford                             | neuseelandgebürtige US-amerikanische Schauspielerin, Radiosprecherin, Journalistin und Fundraiser               | 98    |       |
| 10. Oktober  | Germain Muller                           | französischer Kulturpolitiker, Kabarettist und Dichter                                                          | 71    |       |
| 10. Oktober  | Raphael Scharf-Katz                      | deutscher Vorsitzender einer jüdischen Landesgemeinde                                                           | 77    |       |
| 10. Oktober  | Benedict Varghese Gregorios Thangalathil | indischer Geistlicher der Syro-Malankara Katholischen Kirche, Erzbischof von Trivandrum                         | 78    |       |
| 10. Oktober  | Alex Wilson                              | kanadischer Sprinter und Mittelstreckenläufer                                                                   | 88    |       |
| 11. Oktober  | Martin Grützmacher                       | deutscher Physiker                                                                                              | 92    |       |
| 11. November | Pedro Zamora                             | kubanisch-amerikanischer HIV-Aktivist und Reality-TV-Persönlichkeit                                             | 22    |       |
| 11. Oktober  | Alfons Weber                             | deutscher Arzt und Alternativmediziner                                                                          | 79    |       |
| 12. Oktober  | Keisei Sakka                             | koreanisch-japanischer Musikwissenschaftler, Musikkritiker und Musikschriftsteller                              | 91    |       |
| 12. Oktober  | Werner Kubitzki                          | deutscher Hockeyspieler                                                                                         | 79    |       |
| 12. Oktober  | Jakow Grigorjewitsch Punkin              | sowjetischer Ringer                                                                                             | 72    |       |
| 12. Oktober  | Sady Rebbot                              | französischer Schauspieler und Synchronsprecher                                                                 | 59    |       |
| 12. Oktober  | Rudolf Warnecke                          | deutscher Grafiker und Holzschneider                                                                            | 89    |       |
| 13. Oktober  | Hans-Joachim Diesner                     | deutscher Historiker                                                                                            | 72    |       |
| 13. Oktober  | Günther Hamann                           | österreichischer Historiker                                                                                     | 70    |       |
| 13. Oktober  | Elisabeth Karlinsky                      | österreichisch-dänische Malerin                                                                                 | 90    |       |
| 13. Oktober  | Gerhard Meyer                            | deutscher lutherischer Geistlicher, Landessuperintendent des Sprengels Ostfriesland der Evangelisch-lutheris... | 85    |       |
| 13. Oktober  | August Sundermann                        | deutscher Mediziner                                                                                             | 86    |       |
| 13. Oktober  | Karl Edward Wagner                       | US-amerikanischer Schriftsteller und Verleger                                                                   | 48    |       |
| 13. Oktober  | Quido Wolf                               | Liechtensteiner Sportschütze                                                                                    | 70    |       |
| 14. Oktober  | Kuno Barth                               | deutscher Rechts- und Wirtschaftswissenschaftler, Hochschullehrer                                               | 87    |       |
| 14. Oktober  | Horst Falke                              | deutscher Geologe                                                                                               | 85    |       |
| 14. Oktober  | Pierre Geoffroy                          | französischer Journalist, Fußballtrainer und -funktionär                                                        | 55    |       |
| 14. Oktober  | Nikolai Michailowitsch Skomorochow       | sowjetischer Pilot                                                                                              | 74    |       |
| 14. Oktober  | Nikolaus Timm                            | deutscher Schauspieler und Regisseur                                                                            | 43    |       |
| 14. Oktober  | Egon von Vietinghoff                     | Schweizer Maler, Fachbuchautor                                                                                  | 91    |       |
| 14. Oktober  | Kadidja Wedekind                         | deutsche Schriftstellerin, Journalistin, Illustratorin und Schauspielerin                                       | 83    |       |
| 15. Oktober  | Jean Dasté                               | französischer Schauspieler                                                                                      | 90    |       |
| 15. Oktober  | Sarah Kofman                             | französische Philosophin                                                                                        | 60    |       |
| 15. Oktober  | George Meader                            | US-amerikanischer Politiker                                                                                     | 87    |       |
| 15. Oktober  | Michiel de Ruyter                        | niederländischer Jazzmusiker und Rundfunkmoderator                                                              | 68    |       |
| 16. Oktober  | Kunigunde Bachl                          | deutsche Politikerin (CDU), MdL                                                                                 | 75    |       |
| 16. Oktober  | Michela Fanini                           | italienische Radrennfahrerin                                                                                    | 21    |       |
| 16. Oktober  | Günter Hildebrand                        | deutscher Maler                                                                                                 | 83    |       |
| 16. Oktober  | Gustav Otruba                            | österreichischer Wirtschaftshistoriker, Soziologe und Autor                                                     | 69    |       |
| 16. Oktober  | Carmen Velasquez                         | philippinische Parasitologin                                                                                    | 81    |       |
| 17. Oktober  | Dmitri Jurjewitsch Cholodow              | russischer Journalist                                                                                           | 27    |       |
| 17. Oktober  | Peter von Haselberg                      | deutscher Journalist                                                                                            | 85    |       |
| 17. Oktober  | Ralph Hill                               | US-amerikanischer Leichtathlet                                                                                  | 85    |       |
| 17. Oktober  | Roland Wabra                             | deutscher Fußballtorhüter                                                                                       | 58    |       |
| 18. Oktober  | Lee Allen                                | US-amerikanischer R&B-Saxophonist                                                                               | 68    |       |
| 18. Oktober  | Wilken F. Dincklage                      | deutscher Musiker und Radiomoderator                                                                            | 52    |       |
| 18. Oktober  | William C. Faure                         | südafrikanischer Filmregisseur und Drehbuchautor                                                                | 45    |       |
| 18. Oktober  | Eberhard Feik                            | deutscher Schauspieler                                                                                          | 50    |       |
| 18. Oktober  | Erna-Maria Geier                         | deutsche Politikerin (CDU), MdL, MdB                                                                            | 71    |       |
| 18. Oktober  | Else Klink                               | deutsche darstellende Künstlerin, Leiterin des Eurythmeum Stuttgart (1935 bis 1991)                             | 86    |       |
| 18. Oktober  | Conchita Montes                          | spanische Theater- und Filmschauspielerin                                                                       | 80    |       |
| 18. Oktober  | Max Müller                               | deutscher Philosoph                                                                                             | 88    |       |
| 19. Oktober  | Ray Birdwhistell                         | US-amerikanischer Anthropologe, Ethnologe und Linguist                                                          | 76    |       |
| 19. Oktober  | Oldřich Černík                           | tschechoslowakischer Politiker                                                                                  | 72    |       |
| 19. Oktober  | Hedi Flitz                               | deutsche Politikerin (FDP), MdB                                                                                 | 94    |       |
| 19. Oktober  | Dominik Jost                             | Schweizer Germanist, Hochschullehrer und Herausgeber                                                            | 72    |       |
| 19. Oktober  | Jacopo Napoli                            | italienischer Komponist und Musikpädagoge                                                                       | 83    |       |
| 19. Oktober  | Nyanaponika                              | deutscher Mönch und Buddhist                                                                                    | 93    |       |
| 19. Oktober  | Martha Raye                              | US-amerikanische Schauspielerin und Sängerin                                                                    | 78    |       |
| 19. Oktober  | Leopold Waess                            | deutscher Politiker (FDP), MdL                                                                                  | 86    |       |
| 20. Oktober  | Sergei Fjodorowitsch Bondartschuk        | sowjetischer Regisseur und Filmproduzent                                                                        | 74    |       |
| 20. Oktober  | Shlomo Carlebach                         | deutsch-amerikanischer Rabbi und Sänger                                                                         | 69    |       |
| 20. Oktober  | Burt Lancaster                           | US-amerikanischer Schauspieler                                                                                  | 80    |       |
| 20. Oktober  | Giacomo Rossi Stuart                     | italienischer Schauspieler                                                                                      | 69    |       |
| 20. Oktober  | Paul Edward Waldschmidt                  | US-amerikanischer Ordensgeistlicher, Weihbischof in Portland in Oregon                                          | 74    |       |
| 21. Oktober  | Thore Ehrling                            | schwedischer Jazztrompeter, Arrangeur, Komponist und Bandleader                                                 | 81    |       |
| 21. Oktober  | Horst Gernhardt                          | deutscher Fußballspieler                                                                                        | 70    |       |
| 21. Oktober  | Helmut Kossodo                           | deutscher Übersetzer und Verleger                                                                               | 78    |       |
| 21. Oktober  | Kajetán Matoušek                         | tschechischer Bischof                                                                                           | 84    |       |
| 21. Oktober  | Karol Strmeň                             | slowakischer Dichter, Übersetzer, Journalist, Pädagoge, Literaturkritiker und Universitätsprofessor             | 73    |       |
| 21. Oktober  | Jerome Wiesner                           | US-amerikanischer Elektroingenieur und Wissenschaftsorganisator                                                 | 79    |       |
| 22. Oktober  | Carlos Figari                            | argentinischer Tangopianist, Bandleader und Tangokomponist                                                      | 81    |       |
| 22. Oktober  | William K. Frankena                      | US-amerikanischer Philosoph und Hochschullehrer                                                                 | 86    |       |
| 22. Oktober  | Wolfgang Hanel                           | deutscher Fernsehmoderator und Journalist                                                                       | 64    |       |
| 22. Oktober  | Harold Hopkins                           | britischer Physiker                                                                                             | 75    |       |
| 22. Oktober  | Rollo May                                | US-amerikanischer existenzialistischer Psychotherapeut                                                          | 85    |       |
| 23. Oktober  | Tilli Breidenbach                        | deutsche Schauspielerin und Synchronsprecherin                                                                  | 84    |       |
| 23. Oktober  | Robert Lansing                           | US-amerikanischer Schauspieler                                                                                  | 66    |       |
| 23. Oktober  | Nicolas Roussakis                        | US-amerikanischer Komponist und Musikpädagoge griechischer Herkunft                                             | 60    |       |
| 23. Oktober  | Theodor Veiter                           | deutsch-österreichischer Völkerrechtler katholisch nationaler Richtung                                          | 87    |       |
| 23. Oktober  | Paul Weber                               | deutscher Unternehmer und Wirtschaftswissenschaftler                                                            | 78    |       |
| 24. Oktober  | Heinrich Dreyer                          | deutscher Bundesbahnbeamter und Politiker (CDU), MdL                                                            | 59    |       |
| 24. Oktober  | Hans Jacobs                              | deutscher Gleitflugzeugdesigner und Luftfahrtpionier                                                            | 87    |       |
| 24. Oktober  | Raúl Juliá                               | US-amerikanischer Schauspieler puerto-ricanischer Abstammung                                                    | 54    |       |
| 24. Oktober  | John Lautner                             | US-amerikanischer Architekt                                                                                     | 83    |       |
| 24. Oktober  | Alexander Nikolajewitsch Schelepin       | sowjetischer Politiker                                                                                          | 76    |       |
| 24. Oktober  | Daniel Tinayre                           | argentinischer Regisseur, Drehbuchautor und Filmproduzent                                                       | 84    |       |
| 24. Oktober  | Erich Wustmann                           | deutscher Völkerkundler und Reiseschriftsteller                                                                 | 86    |       |
| 25. Oktober  | Emil Grünig                              | Schweizer Sportschütze                                                                                          | 79    |       |
| 25. Oktober  | Eberhard Günther                         | deutscher Jurist, Sachbuchautor und Präsident des Bundeskartellamtes                                            | 82    |       |
| 25. Oktober  | Antal Kocsis                             | ungarischer Boxer                                                                                               | 88    |       |
| 25. Oktober  | Karl-Heinz Metzner                       | deutscher Fußballspieler, Weltmeister 1954                                                                      | 71    |       |
| 25. Oktober  | Günter Moltmann                          | deutscher Historiker                                                                                            | 67    |       |
| 25. Oktober  | Mildred Natwick                          | US-amerikanische Schauspielerin                                                                                 | 89    |       |
| 25. Oktober  | Kara Spears Hultgreen                    | US-amerikanische Pilotin, erste weibliche F-14-Pilotin der US Navy                                              | 29    |       |
| 25. Oktober  | Bruno Timm                               | deutscher Politiker (CDU), MdL                                                                                  | 54    |       |
| 25. Oktober  | Marga Maria Werny                        | deutsche Schauspielerin                                                                                         | 81    |       |
| 25. Oktober  | Francisco Ynduráin Hernández             | spanischer Romanist, Hispanist und Amerikanist                                                                  | 84    |       |
| 26. Oktober  | Francis Bertrand                         | belgischer Comiczeichner                                                                                        | 57    |       |
| 26. Oktober  | Hermenegild Maria Biedermann             | deutscher Ordensgeistlicher, katholischer Theologe, Hochschullehrer und Augustiner-Eremit                       | 82    |       |
| 26. Oktober  | Magnus Cormack                           | australischer Politiker (Liberal Party of Australia)                                                            | 88    |       |
| 26. Oktober  | Rolf Göpfert                             | deutscher Architekt, Künstler und Dresdner Architekturprofessor                                                 | 90    |       |
| 26. Oktober  | Wilbert Harrison                         | US-amerikanischer Musiker                                                                                       | 65    |       |
| 26. Oktober  | Herbert Holba                            | österreichischer Filmwissenschaftler und Regisseur                                                              | 62    |       |
| 26. Oktober  | Rudolf Janzsa                            | österreichischer Politiker (ÖVP), Landtagsabgeordneter                                                          | 80    |       |
| 26. Oktober  | Hubert Kiurina                           | österreichischer Schauspieler und Synchronsprecher                                                              | 86    |       |
| 26. Oktober  | Robert Liebknecht                        | deutscher Maler                                                                                                 | 91    |       |
| 26. Oktober  | Bruno Löwenberg                          | deutscher römisch-katholischer Geistlicher, Liturgiewissenschaftler und Pastoraltheologe                        | 87    |       |
| 27. Oktober  | Wally Halder                             | kanadischer Eishockeyspieler und -trainer                                                                       | 69    |       |
| 27. Oktober  | Jakob Imig                               | deutscher Heimatforscher und Mundartdichter                                                                     | 89    |       |
| 27. Oktober  | James Schwarzenbach                      | Schweizer Politiker                                                                                             | 83    |       |
| 28. Oktober  | Liselotte Dieckmann                      | US-amerikanische Germanistin, Komparatistin und Übersetzerin deutscher Herkunft                                 | 91    |       |
| 28. Oktober  | Agnes Fink                               | deutsch-schweizerische Schauspielerin                                                                           | 74    |       |
| 28. Oktober  | Calvin Souther Fuller                    | US-amerikanischer Chemiker                                                                                      | 92    |       |
| 28. Oktober  | Zygmunt Skibniewski                      | polnischer Architekt und Stadtplaner, Mitglied des Sejm                                                         | 89    |       |
| 29. Oktober  | Schlomo Goren                            | israelischer Großrabbiner                                                                                       | 77    |       |
| 29. Oktober  | Ernst Heinrichsohn                       | deutscher Jurist und Täter des Holocaust                                                                        | 74    |       |
| 29. Oktober  | Jalmari Kivenheimo                       | finnischer Kunstturner                                                                                          | 105   |       |
| 29. Oktober  | Jimmy Swan                               | US-amerikanischer Countrysänger                                                                                 | 81    |       |
| 30. Oktober  | Vinzenz Böröcz                           | österreichischer Politiker (KPÖ), Landtagsabgeordneter im Burgenland                                            | 78    |       |
| 30. Oktober  | Nicholas Georgescu-Roegen                | rumänischer Wirtschaftswissenschaftler                                                                          | 88    |       |
| 30. Oktober  | Ludwig Gerstein                          | deutscher Bergwerksdirektor und Politiker (CDU), MdB                                                            | 66    |       |
| 30. Oktober  | Josef Ikemann                            | deutscher Kommunalpolitiker (CDU)                                                                               | 82    |       |
| 30. Oktober  | Guy Middleton                            | französischer Schwimmer                                                                                         | 94    |       |
| 30. Oktober  | Josef Reitinger                          | österreichischer Prähistoriker                                                                                  | 72    |       |
| 30. Oktober  | Sardar Swaran Singh                      | indischer Politiker                                                                                             | 87    |       |
| 30. Oktober  | Oğuz Tansel                              | türkischer Märchensammler und Dichter                                                                           |       |       |
| 30. Oktober  | Otto Wichser                             | Schweizer Bauingenieur                                                                                          | 84    |       |
| 31. Oktober  | Max Meinicke-Pusch                       | deutscher Politiker (FDP, CDU), MdL                                                                             | 89    |       |
| Oktober      | Doris Balz                               | deutsche Bildhauerin                                                                                            | 84    |       |
| Oktober      | Karl Hirschbold                          | österreichischer Buchautor und Radiojournalist                                                                  | 86    |       |
| Oktober      | Reiner Karge                             | deutscher Maler und Sänger                                                                                      | 40    |       |
| Oktober      | John Rees                                | britischer Schauspieler                                                                                         | 67    |       |

## November
| Tag          | Name                                         | Beruf, bekannt als                                                                                              | Alter | Beleg |
| ------------ | -------------------------------------------- | --- | ----- | ----- |
| 1. November  | Noah Beery junior                            | US-amerikanischer Schauspieler                                                                                  | 81    |       |
| 1. November  | Syd Dernley                                  | britischer Henker (1949–1954)                                                                                   | 73    |       |
| 1. November  | Richard Krautheimer                          | deutsch-amerikanischer Kunsthistoriker                                                                          | 97    |       |
| 1. November  | Kuvempu                                      | indischer Dichter, Schriftsteller, Dramatiker, Kritiker und Philosoph                                           | 89    |       |
| 1. November  | Moissei Alexandrowitsch Markow               | russischer Physiker                                                                                             | 86    |       |
| 1. November  | Rudolf Roßkopf                               | deutscher Landwirt, Kaufmann und Politiker (CSU), MdL Bayern                                                    | 69    |       |
| 2. November  | Aloísio Ariovaldo Amaral                     | brasilianischer Ordensgeistlicher, Bischof von Campanha                                                         | 74    |       |
| 2. November  | Michael Philip Candy                         | britischer Astronom                                                                                             | 65    |       |
| 2. November  | Grischa Filipow                              | bulgarischer Politiker und Ministerpräsident                                                                    | 75    |       |
| 2. November  | Erwin Hasselmann                             | deutscher Volkswirt, Genossenschafter und Publizist                                                             | 91    |       |
| 2. November  | Dieter Huzel                                 | deutsch-amerikanischer Raumfahrtingenieur                                                                       | 82    |       |
| 2. November  | Friedrich Franz Pingel                       | deutscher Kunsterzieher und Maler                                                                               | 90    |       |
| 2. November  | Richard Pottier                              | französischer Filmregisseur, Drehbuchautor und Kameramann                                                       | 88    |       |
| 2. November  | Peter Taylor                                 | US-amerikanischer Schriftsteller                                                                                | 77    |       |
| 3. November  | Rudolf Hermann Eisenmenger                   | österreichischer Maler                                                                                          | 92    |       |
| 3. November  | Walter Flachsenberg                          | deutscher Marineoffizier und Flottillenadmiral der Bundesmarine                                                 | 86    |       |
| 3. November  | Joachim Knappe                               | deutscher Schriftsteller                                                                                        | 65    |       |
| 3. November  | Archie Stinchcombe                           | britischer Eishockeyspieler und -trainer                                                                        | 81    |       |
| 3. November  | Ralph Walter Graystone Wyckoff               | US-amerikanischer Kristallograph                                                                                | 97    |       |
| 4. November  | Charlotte Bischoff                           | deutsche Widerstandskämpferin                                                                                   | 93    |       |
| 4. November  | Manfred Bleuler                              | Schweizer Psychiater                                                                                            | 91    |       |
| 4. November  | Sam Francis                                  | US-amerikanischer Maler und Grafiker                                                                            | 71    |       |
| 4. November  | Adalbert Langer                              | deutscher Jurist                                                                                                | 89    |       |
| 4. November  | Ermes Muccinelli                             | italienischer Fußballspieler                                                                                    | 67    |       |
| 4. November  | Christoph Schiller                           | deutscher Theologe, Pädagoge und Politiker (SPD), MdB                                                           | 66    |       |
| 4. November  | Speed Webb                                   | US-amerikanischer Jazz-Schlagzeuger und Bigband-Leader                                                          | 88    |       |
| 5. November  | Peter Bloch                                  | deutscher Kunsthistoriker, Museumsdirektor und Hochschullehrer                                                  | 69    |       |
| 5. November  | René-Maria Burlet                            | französischer Künstler                                                                                          | 87    |       |
| 5. November  | Kurt Dingerdissen                            | preußischer Landrat und Verwaltungsjurist                                                                       | 87    |       |
| 5. November  | Eckart Hachfeld                              | deutscher Schriftsteller, Texter und Drehbuchautor                                                              | 84    |       |
| 5. November  | Milan Mladenović                             | jugoslawischer Rocksänger                                                                                       | 36    |       |
| 5. November  | William O’Brien                              | irischer Politiker (Fine Gael)                                                                                  | 76    |       |
| 5. November  | Karl Sacherl                                 | deutscher Psychologe                                                                                            | 78    |       |
| 5. November  | Albert Alexejewitsch Schesternjow            | sowjetischer Fußballspieler und -trainer                                                                        | 53    |       |
| 6. November  | Skeeter Bonn                                 | US-amerikanischer Country-Musiker                                                                               | 71    |       |
| 6. November  | Dean Gallo                                   | US-amerikanischer Politiker                                                                                     | 58    |       |
| 6. November  | Wladimir Pawlowitsch Sagorowski              | sowjetischer Historiker und Schachspieler                                                                       | 69    |       |
| 6. November  | Fernando de Santiago y Díaz de Mendívil      | spanischer Militär und 1976 kommissarisch Ministerpräsident von Spanien                                         | 84    |       |
| 6. November  | Wilhelm Schlegtendal                         | deutscher Architekt                                                                                             | 88    |       |
| 7. November  | Manuela Ballester                            | spanische Künstlerin, Feministin und Kommunistin                                                                | 85    |       |
| 7. November  | Max Eiberger                                 | deutscher Fußballspieler                                                                                        | 86    |       |
| 7. November  | Nellie H. Friedrichs                         | französische Pädagogin                                                                                          | 86    |       |
| 7. November  | Charles Mathiesen                            | norwegischer Eisschnellläufer                                                                                   | 83    |       |
| 7. November  | Shorty Rogers                                | US-amerikanischer Jazztrompeter und Arrangeur                                                                   | 70    |       |
| 07. November | Archie San Romani                            | US-amerikanischer Leichtathlet                                                                                  | 82    |       |
| 7. November  | Josef Schappe                                | deutscher Politiker (KPD, SPD) und Widerstandskämpfer gegen das NS-Regime                                       | 87    |       |
| 7. November  | Herbert Alexander Stützer                    | deutscher Kunsthistoriker, Pädagoge und Schriftsteller                                                          | 85    |       |
| 07. November | Arthur Sulley                                | britischer Ruderer                                                                                              | 87    |       |
| 7. November  | Norbert Wagner                               | deutscher Politiker (FDP), MdL                                                                                  | 58    |       |
| 7. November  | Hans Wunderer                                | österreichischer Zahnmediziner                                                                                  | 81    |       |
| 7. November  | Carleton Young                               | US-amerikanischer Schauspieler                                                                                  | 89    |       |
| 8. November  | Rafael García González                       | mexikanischer Geistlicher, Bischof von León                                                                     | 68    |       |
| 8. November  | Michael O’Donoghue                           | US-amerikanischer Autor, Comicautor und Filmschaffender                                                         | 54    |       |
| 8. November  | Zdeněk Řehoř                                 | tschechoslowakischer Schauspieler                                                                               | 74    |       |
| 8. November  | Gisela Schertling                            | deutsche Katechetin und Widerstandskämpferin                                                                    | 72    |       |
| 9. November  | Hans Molly                                   | deutscher Ingenieur und Erfinder auf dem Gebiet der Hydraulik                                                   |       |       |
| 10. November | William Higinbotham                          | US-amerikanischer Physiker                                                                                      | 84    |       |
| 10. November | Carmen McRae                                 | amerikanische Jazzsängerin                                                                                      | 74    |       |
| 10. November | Klaus Sommer                                 | deutscher Numismatiker                                                                                          | 66    |       |
| 11. November | Dina Gralla                                  | deutsche Schauspielerin                                                                                         | 89    |       |
| 11. November | Margarethe Jockusch                          | deutsche Buchhändlerin                                                                                          | 86    |       |
| 11. November | Elizabeth Maconchy                           | englische Komponistin                                                                                           | 87    |       |
| 11. November | Christian Pravda                             | österreichischer Skirennläufer                                                                                  | 67    |       |
| 11. November | Markus Schwendemann                          | deutscher Opern- und Konzertsänger                                                                              | 37    |       |
| 11. November | Caroline Smith                               | amerikanische Wasserspringerin                                                                                  | 88    |       |
| 11. November | John Volpe                                   | US-amerikanischer Politiker                                                                                     | 85    |       |
| 11. November | Dieter Wiedenmann                            | deutscher Ruderer                                                                                               | 37    |       |
| 12. November | Augustinus Frotz                             | deutscher katholischer Bischof                                                                                  | 91    |       |
| 12. November | Michael Innes                                | schottischer Kriminalschriftsteller                                                                             | 88    |       |
| 12. November | Atanas Komtschew                             | bulgarischer Ringer                                                                                             | 35    |       |
| 12. November | Louis Hendrik Potgieter                      | südafrikanischer Sänger und Tänzer                                                                              | 43    |       |
| 12. November | Onni Rajasaari                               | finnischer Leichtathlet                                                                                         | 84    |       |
| 12. November | Wilma Rudolph                                | US-amerikanische Leichtathletin                                                                                 | 54    |       |
| 13. November | Arkady Aronov                                | sowjetischer Physiker                                                                                           | 55    |       |
| 13. November | Jack Baker                                   | US-amerikanischer Schauspieler und Pornodarsteller                                                              | 47    |       |
| 13. November | Daniel Camargo Barbosa                       | kolumbianischer Serienmörder                                                                                    | 64    |       |
| 13. November | Edgar Dittmar                                | deutscher Segelflieger                                                                                          | 86    |       |
| 13. November | Carl Heuer                                   | deutscher Maler                                                                                                 | 86    |       |
| 13. November | Wolodymyr Iwaschko                           | sowjetischer Politiker, Mitglied des Politbüros der KPdSU                                                       | 62    |       |
| 13. November | Motoo Kimura                                 | japanischer Evolutionsbiologe                                                                                   | 70    |       |
| 13. November | Hermann Kronsteiner                          | österreichischer Komponist und Kirchenmusiker                                                                   | 80    |       |
| 14. November | Friedrich Deml                               | deutscher Autor                                                                                                 | 92    |       |
| 14. November | Jake Dengel                                  | US-amerikanischer Schauspieler                                                                                  | 61    |       |
| 14. November | Emerich K. Francis                           | österreichischer und US-amerikanischer Soziologe                                                                | 88    |       |
| 14. November | Francis Frederick Reh                        | römisch-katholischer Bischof                                                                                    | 83    |       |
| 14. November | Ruth Tassoni                                 | deutsche Schriftstellerin                                                                                       | 85    |       |
| 14. November | Tom Villard                                  | US-amerikanischer Filmschauspieler                                                                              | 40    |       |
| 14. November | Helmuth Wernicke                             | deutscher Musiker und Komponist                                                                                 | 85    |       |
| 15. November | Wolfgang Adelung                             | deutscher Mediziner und Orgelforscher                                                                           | 74    |       |
| 15. November | Pol Braekman                                 | belgischer Leichtathlet                                                                                         | 74    |       |
| 15. November | Michael Buthe                                | deutscher Künstler                                                                                              | 50    |       |
| 15. November | William Mahony                               | irischer römisch-katholischer Ordensgeistlicher und Bischof von Ilorin                                          | 75    |       |
| 15. November | Joe Wick                                     | deutscher Musiker                                                                                               | 78    |       |
| 15. November | Lia Wöhr                                     | deutsche Schauspielerin, Regisseurin, Tänzerin, Sängerin und Fernsehproduzentin                                 | 83    |       |
| 16. November | Marc Brandel                                 | englischer Schriftsteller und Fernsehproduzent                                                                  | 75    |       |
| 16. November | Werner Jochmann                              | deutscher Historiker und Direktor der Forschungsstelle für die Geschichte des Nationalsozialismus in Hamburg    | 73    |       |
| 16. November | Emil Klaus                                   | deutscher Landwirt und Winzer                                                                                   | 87    |       |
| 16. November | Jim Poole                                    | US-amerikanischer American-Football-Spieler und -Trainer                                                        | 79    |       |
| 16. November | Doris Speed                                  | britische Schauspielerin                                                                                        | 95    |       |
| 17. November | Heinz-Georg Lemm                             | deutscher Offizier                                                                                              | 75    |       |
| 17. November | Viktor Schnittke                             | sowjetisch-deutscher Dichter, Schriftsteller sowie Übersetzer                                                   | 57    |       |
| 17. November | Maria Schöpfer-Volderauer                    | österreichische Schriftstellerin                                                                                | 90    |       |
| 17. November | Robert Strobel                               | deutscher Journalist                                                                                            |       |       |
| 17. November | Hans Tunnat                                  | deutscher Generalmajor der VP                                                                                   | 74    |       |
| 17. November | Hans Urwyler                                 | Schweizer Geistlicher, Stammapostel der Neuapostolischen Kirche                                                 | 69    |       |
| 18. November | Maurice Auslander                            | US-amerikanischer Mathematiker                                                                                  | 68    |       |
| 18. November | Cab Calloway                                 | US-amerikanischer Jazz-Sänger und Bandleader                                                                    | 86    |       |
| 18. November | Anselm Franz                                 | österreichischer Luftfahrtpionier, Leiter der Vorentwicklung für Strömungsmaschinen der Junkers & Co. Motore... | 94    |       |
| 18. November | Willfried Gredler                            | österreichischer Diplomat und Politiker (FPÖ), Abgeordneter zum Nationalrat                                     | 77    |       |
| 18. November | Masao Nozawa                                 | japanischer Fußballspieler                                                                                      | 88    |       |
| 18. November | Herbert Taschner                             | deutscher Filmeditor                                                                                            | 68    |       |
| 19. November | Bob Carroll                                  | US-amerikanischer Jazz-Sänger und Schauspieler                                                                  | 76    |       |
| 19. November | Friedrich Eugen Engels                       | deutscher Sänger                                                                                                | 85    |       |
| 19. November | Dedrick Gobert                               | US-amerikanischer Schauspieler                                                                                  | 22    |       |
| 19. November | Erwin Griswold                               | US-amerikanischer Jurist, Hochschullehrer und United States Solicitor General                                   | 90    |       |
| 19. November | Alfred Jospe                                 | deutscher Rabbiner                                                                                              | 85    |       |
| 19. November | Harald Uhlig                                 | deutscher Geograph                                                                                              | 72    |       |
| 20. November | Elise Braun Barnett                          | österreichisch-amerikanische Pianistin und Montessoripädagogin                                                  | 90    |       |
| 20. November | T. Carmi                                     | US-amerikanisch-israelischer Dichter                                                                            | 68    |       |
| 20. November | Fukuda Tsuneari                              | japanischer Schriftsteller und Übersetzer                                                                       | 82    |       |
| 21. November | Josef Bernegger                              | österreichischer Schriftsteller                                                                                 | 87    |       |
| 21. November | Thomas Kuchel                                | US-amerikanischer Politiker                                                                                     | 84    |       |
| 21. November | Willem Jacob Luyten                          | niederländischer Astronom                                                                                       | 95    |       |
| 21. November | Werner Marx                                  | deutscher Philosoph                                                                                             | 84    |       |
| 21. November | Karlheinz Rudolph                            | deutscher Journalist und Fernsehmoderator                                                                       | 71    |       |
| 22. November | George J. Feldman                            | US-amerikanischer Diplomat, Botschafter in Malta und Luxemburg                                                  | 90    |       |
| 22. November | Minni Nurme                                  | estnische Schriftstellerin                                                                                      | 77    |       |
| 22. November | Charles Hazlitt Upham                        | neuseeländischer Soldat, zweifacher Träger des Victoria-Kreuzes                                                 | 86    |       |
| 22. November | Karl Wittlinger                              | deutscher Dramatiker und Fernsehautor                                                                           | 72    |       |
| 23. November | Tommy Boyce                                  | US-amerikanischer Rock'n'Roll-Musiker                                                                           | 55    |       |
| 23. November | Stefan Budziaszek                            | polnischer Chirurg und Häftlingsarzt im KZ Auschwitz-Monowitz                                                   | 81    |       |
| 23. November | Erick Hawkins                                | US-amerikanischer Tänzer und Choreograf                                                                         | 85    |       |
| 23. November | Irwin Kostal                                 | US-amerikanischer Arrangeur, Komponist von Filmmusik und Dirigent                                               | 83    |       |
| 23. November | Alberto Natusch Busch                        | bolivianischer Militär und Staatspräsident                                                                      | 61    |       |
| 23. November | Hubert Negele                                | liechtensteinischer Skirennläufer                                                                               | 75    |       |
| 23. November | Julian Symons                                | britischer Kriminalschriftsteller und Bestsellerautor                                                           | 82    |       |
| 23. November | Hansheinrich Trunz                           | deutscher Agrarjournalist und Kulturhistoriker                                                                  | 86    |       |
| 23. November | Müzdat Yetkiner                              | türkischer Fußballspieler, -trainer und -funktionär                                                             | 72    |       |
| 24. November | George Douglas-Hamilton, 10. Earl of Selkirk | britischer Politiker                                                                                            | 88    |       |
| 24. November | Karl Hecht                                   | deutscher Physiker                                                                                              | 91    |       |
| 24. November | Herbert Müller                               | deutscher Politiker (SPD), MdL                                                                                  | 94    |       |
| 24. November | Ivo Perilli                                  | italienischer Drehbuchautor und Regisseur                                                                       | 92    |       |
| 24. November | Benjamin Ruggiero                            | US-amerikanischer Gangster                                                                                      | 68    |       |
| 24. November | Milton Shapp                                 | US-amerikanischer Politiker, Gouverneur von Pennsylvania                                                        | 82    |       |
| 24. November | Gheorghe Vitanidis                           | rumänischer Filmregisseur                                                                                       | 65    |       |
| 24. November | Egon Wöhlken                                 | deutscher Agrarökonom                                                                                           | 66    |       |
| 25. November | Nancy Bayley                                 | US-amerikanische Entwicklungspsychologin und Professorin                                                        | 95    |       |
| 25. November | Eberhard Dodt                                | deutscher Mediziner                                                                                             | 71    |       |
| 25. November | Max Huggler                                  | Schweizer Kunsthistoriker                                                                                       | 91    |       |
| 25. November | Hans Kirchhoff                               | deutscher Politiker (Zentrum), MdL                                                                              | 81    |       |
| 25. November | Wladimir Sak                                 | sowjetischer Schachtrainer                                                                                      | 81    |       |
| 25. November | Hans Schneider                               | deutscher Historiker und Studiendirektor                                                                        | 87    |       |
| 25. November | Paul Winkler                                 | deutscher Fußballspieler                                                                                        | 81    |       |
| 26. November | Karl Heinz Berger                            | deutscher Schriftsteller                                                                                        | 66    |       |
| 26. November | Arturo Rivera y Damas                        | salvadorianischer Geistlicher, Erzbischof von San Salvador                                                      | 71    |       |
| 26. November | Michael Schneider                            | deutscher Organist, Chorleiter, Musikpädagoge, Musikwissenschaftler und Hochschullehrer                         | 85    |       |
| 26. November | Joey Stefano                                 | US-amerikanischer Porno-Darsteller                                                                              | 26    |       |
| 26. November | Omer Vanaudenhove                            | belgischer Politiker                                                                                            | 80    |       |
| 27. November | Harald Christensen                           | dänischer Radrennfahrer                                                                                         | 87    |       |
| 27. November | Per Federspiel                               | dänischer Politiker (Venstre), Mitglied des Folketing                                                           | 89    |       |
| 27. November | Fernando Lopes-Graça                         | portugiesischer Komponist, Musikkritiker und Musikwissenschaftler                                               | 87    |       |
| 27. November | Hans Günter Michelsen                        | deutscher Dramatiker                                                                                            | 74    |       |
| 27. November | Gerhard Nordholt                             | deutscher reformierter Theologe                                                                                 | 74    |       |
| 27. November | Karl Prachar                                 | österreichischer Mathematiker                                                                                   | 69    |       |
| 28. November | Jeffrey Dahmer                               | US-amerikanischer Serienmörder                                                                                  | 34    |       |
| 28. November | Buster Edwards                               | britischer Posträuber                                                                                           | 63    |       |
| 28. November | Vicente Enrique y Tarancón                   | spanischer Geistlicher, Erzbischof von Madrid und Kardinal der römisch-katholischen Kirche                      | 87    |       |
| 28. November | Franco Fortini                               | italienischer Dichter, Autor, Übersetzer und marxistischer Intellektueller                                      | 77    |       |
| 28. November | Wolfgang Haack                               | deutscher Mathematiker                                                                                          | 92    |       |
| 28. November | Karl Kerbach                                 | österreichischer Fußballspieler                                                                                 | 76    |       |
| 28. November | Al Levitt                                    | US-amerikanischer Jazz-Schlagzeuger                                                                             | 62    |       |
| 28. November | Otilio Olguín                                | mexikanischer Schwimmer und Wasserballspieler                                                                   | 63    |       |
| 28. November | Frank Robbins                                | US-amerikanischer Maler, Comicautor und -zeichner                                                               | 77    |       |
| 28. November | Jerry Rubin                                  | US-amerikanischer Sozialaktivist                                                                                | 56    |       |
| 28. November | Ali-Akbar Sa'idi Sirjani                     | iranischer Schriftsteller, Historiker, Journalist und Dissident                                                 | 62    |       |
| 28. November | Soulima Stravinsky                           | russisch-schweizerischer Komponist und Pianist                                                                  | 84    |       |
| 28. November | Hans Szewczyk                                | deutscher forensischer Psychiater                                                                               | 71    |       |
| 29. November | Mohammad Ali Araki                           | iranischer Geistlicher, schiitischer Großajatollah                                                              | 99    |       |
| 29. November | William Tapley Bennett junior                | US-amerikanischer Diplomat                                                                                      | 77    |       |
| 29. November | Hervey Machen                                | US-amerikanischer Politiker                                                                                     | 78    |       |
| 29. November | George Bell Timmerman                        | US-amerikanischer Politiker                                                                                     | 82    |       |
| 30. November | Sturges W. Bailey                            | US-amerikanischer Mineraloge                                                                                    | 75    |       |
| 30. November | Guy Debord                                   | französischer Künstler und Philosoph                                                                            | 62    |       |
| 30. November | Louis Gabrillargues                          | französischer Fußballspieler und -trainer                                                                       | 80    |       |
| 30. November | Connie Kay                                   | US-amerikanischer Jazz-Schlagzeuger                                                                             | 67    |       |
| 30. November | Trude Possehl                                | deutsche Schauspielerin                                                                                         | 94    |       |
| 30. November | Manfred Schuster                             | österreichischer Schauspieler, Synchron- und Hörspielsprecher                                                   | 75    |       |
| 30. November | Lionel Stander                               | US-amerikanischer Schauspieler                                                                                  | 86    |       |
| 30. November | Paul Steinbrück                              | deutscher Mediziner                                                                                             | 83    |       |
| November     | Ewald Döpper                                 | deutscher Landwirt                                                                                              | 65    |       |
| November     | Sophie Goetzel-Leviathan                     | israelische Autorin                                                                                             | 82    |       |
| November     | Francisco Merino Rábago                      | mexikanischer Politiker                                                                                         |       |       |
| November     | Edward Scaife                                | englischer Kameramann                                                                                           | 82    |       |
| November     | Erich Slupetzky                              | österreichischer Unternehmer, Politiker (FPÖ), Rechtsextremist                                                  | 72    |       |

## Dezember
| Tag          | Name                                   | Beruf, bekannt als                                                                                            | Alter | Beleg |
| ------------ | -------------------------------------- | --- | ----- | ----- |
| 1. Dezember  | Akeem Anifowoshe                       | nigerianischer Boxer                                                                                          | 26    |       |
| 1. Dezember  | Mircea Chiriac                         | rumänischer Komponist                                                                                         | 75    |       |
| 1. Dezember  | Samia Gamal                            | ägyptische Bauchtänzerin und Schauspielerin                                                                   |       |       |
| 1. Dezember  | Max von Hohenlohe                      | liechtensteinischer Skirennläufer                                                                             | 63    |       |
| 1. Dezember  | Calvin Mooers                          | US-amerikanischer Informatiker                                                                                | 75    |       |
| 1. Dezember  | Yao Yilin                              | chinesischer Politiker (Volksrepublik China)                                                                  | 77    |       |
| 2. Dezember  | Rudolf Malter                          | deutscher Philosoph                                                                                           | 57    |       |
| 2. Dezember  | Josef Oberberger                       | deutscher Maler, Zeichner, Karikaturist, Glasmaler und Kunstprofessor                                         | 88    |       |
| 2. Dezember  | Edvin Öhrström                         | schwedischer Bildhauer und Glaskünstler                                                                       | 88    |       |
| 2. Dezember  | Reginald Sprigg                        | australischer Geologe und Paläontologe                                                                        | 75    |       |
| 2. Dezember  | Fritz Zerbst                           | österreichischer lutherischer Theologe und Hochschulrektor                                                    | 85    |       |
| 3. Dezember  | Michael Dacher                         | deutscher Bergsteiger                                                                                         | 61    |       |
| 3. Dezember  | Geoffrey Rudolph Elton                 | deutschstämmiger britischer Historiker                                                                        | 73    |       |
| 3. Dezember  | John E. Henderson                      | US-amerikanischer Politiker                                                                                   | 77    |       |
| 3. Dezember  | Stefan P. Munsing                      | US-amerikanischer Diplomat und Kunstförderer                                                                  | 79    |       |
| 4. Dezember  | Wilhelm Becker                         | deutscher Unternehmer; Gründer des Autohauses Auto Becker                                                     | 80    |       |
| 4. Dezember  | Julio Ramón Ribeyro                    | peruanischer Schriftsteller                                                                                   | 65    |       |
| 4. Dezember  | Rudolf Riedl                           | österreichischer Eisschnellläufer                                                                             | 87    |       |
| 4. Dezember  | Gertrud Schiller                       | deutsche Schriftstellerin, Krankenpflegerin, Sozialpädagogin, Religionslehrerin und Forscherin                | 89    |       |
| 5. Dezember  | Asim Orhan Barut                       | US-amerikanischer theoretischer Physiker                                                                      | 68    |       |
| 5. Dezember  | Johannes Birckholtz                    | deutscher Jurist und Staatssekretär                                                                           | 91    |       |
| 5. Dezember  | Heinz Fülfe                            | deutscher Zeichner, Puppenspieler und Bauchredner                                                             | 74    |       |
| 5. Dezember  | Harry Horner                           | österreichischer Szenen- und Bühnenbildner                                                                    | 84    |       |
| 5. Dezember  | Robert Lowry                           | US-amerikanischer Schriftsteller                                                                              | 75    |       |
| 5. Dezember  | Günter Meisner                         | deutscher Schauspieler                                                                                        | 68    |       |
| 5. Dezember  | Ichirō Ogimura                         | japanischer Tischtennisspieler                                                                                | 62    |       |
| 5. Dezember  | E. W. Swackhamer                       | US-amerikanischer Regisseur und Filmproduzent                                                                 | 67    |       |
| 6. Dezember  | Heinz Baas                             | deutscher Fußballspieler und Trainer                                                                          | 72    |       |
| 6. Dezember  | Josef Bláha                            | tschechischer Schauspieler                                                                                    | 70    |       |
| 6. Dezember  | Hans Martin Fricke                     | deutscher Architekt                                                                                           | 88    |       |
| 6. Dezember  | Friedrich Neuhausen                    | deutscher Politiker (FDP), MdB                                                                                | 60    |       |
| 6. Dezember  | Alun Owen                              | britischer Drehbuchautor                                                                                      | 70    |       |
| 6. Dezember  | Gian Maria Volonté                     | italienischer Schauspieler                                                                                    | 61    |       |
| 7. Dezember  | Elga Andersen                          | deutsche Schauspielerin                                                                                       | 59    |       |
| 7. Dezember  | Wolfango Dalla Vecchia                 | italienischer Komponist, Organist und Pädagoge                                                                | 71    |       |
| 7. Dezember  | Alfred Förg                            | deutscher Verleger und Publizist                                                                              | 71    |       |
| 7. Dezember  | Richard E. Grant                       | US-amerikanischer Paläontologe                                                                                | 67    |       |
| 7. Dezember  | Josefine Kramer                        | deutsch-schweizerische Psychologin und Heilpädagogin                                                          | 87    |       |
| 7. Dezember  | Franz Lucas                            | deutscher KZ-Arzt                                                                                             | 83    |       |
| 7. Dezember  | Edward Rell Madigan                    | US-amerikanischer Politiker (Republikanische Partei)                                                          | 58    |       |
| 7. Dezember  | Giuseppe Martinoli                     | Schweizer Geistlicher, Altbischof von Lugano                                                                  | 91    |       |
| 7. Dezember  | J. C. Tremblay                         | kanadischer Eishockeyspieler                                                                                  | 55    |       |
| 8. Dezember  | Antônio Carlos Jobim                   | brasilianischer Sänger und Komponist                                                                          | 67    |       |
| 8. Dezember  | Semni Karusou                          | griechische Klassische Archäologin                                                                            | 96    |       |
| 8. Dezember  | Walter Kreienberg                      | deutscher Physiologe und ärztlicher Standespolitiker                                                          | 83    |       |
| 8. Dezember  | Enrique Líster                         | spanischer Kommunist und Kommandant im Spanischen Bürgerkrieg                                                 | 87    |       |
| 8. Dezember  | Carl August Zapp                       | deutscher Botschafter                                                                                         | 90    |       |
| 9. Dezember  | Antal Apró                             | ungarischer Politiker                                                                                         | 81    |       |
| 9. Dezember  | Max Bill                               | Schweizer Architekt, Künstler und Designer                                                                    | 85    |       |
| 9. Dezember  | Franz Falke                            | deutscher Politiker (CDU), MdB                                                                                | 85    |       |
| 9. Dezember  | O. C. Fisher                           | US-amerikanischer Politiker                                                                                   | 91    |       |
| 9. Dezember  | Leonhard Froese                        | deutscher Erziehungswissenschaftler                                                                           | 70    |       |
| 9. Dezember  | Heinz Graffunder                       | deutscher Architekt                                                                                           | 67    |       |
| 9. Dezember  | Peter Hey                              | österreichischer Schauspieler, Conferencier und Kabarettist                                                   | 80    |       |
| 10. Dezember | Robert Blum                            | Schweizer Komponist und Dirigent                                                                              | 94    |       |
| 10. Dezember | Keith Joseph                           | britischer Politiker, Mitglied des House of Commons, Minister                                                 | 76    |       |
| 10. Dezember | Jiří Marek                             | tschechischer Schriftsteller                                                                                  | 80    |       |
| 10. Dezember | Garnett Silk                           | jamaikanischer Reggaesänger                                                                                   | 28    |       |
| 10. Dezember | Helmut Vogt                            | deutscher Bibliothekar                                                                                        | 68    |       |
| 10. Dezember | Hans Zimmermann                        | deutscher Karnevalist                                                                                         | 74    |       |
| 10. Dezember | Jörg Zimmermann                        | Schweizer Theatermaler, Kostüm- und Bühnenbildner                                                             | 61    |       |
| 11. Dezember | Magnus Andersen                        | norwegischer Politiker (Arbeiderpartiet), Minister und Wirtschaftsmanager                                     | 78    |       |
| 11. Dezember | Bagnou Beido                           | nigrischer Offizier und Politiker                                                                             |       |       |
| 11. Dezember | Friedrich Bran                         | deutscher Diplomat                                                                                            | 90    |       |
| 11. Dezember | Chuck Connors                          | US-amerikanischer Jazzmusiker (Bassposaune, Posaune)                                                          | 64    |       |
| 11. Dezember | Nino Erné                              | deutscher Journalist, Schriftsteller und literarischer Übersetzer                                             | 73    |       |
| 11. Dezember | Stanisław Maczek                       | polnischer General                                                                                            | 102   |       |
| 11. Dezember | Elfriede Mohneke                       | deutsche Hausfrau, Aufseherin im KZ Ravensbrück                                                               | 72    |       |
| 11. Dezember | Juli Jakowlewitsch Raisman             | sowjetischer und russischer Regisseur und Drehbuchautor                                                       | 90    |       |
| 11. Dezember | Kenneth Rush                           | US-amerikanischer Diplomat, Jurist und Manager                                                                | 84    |       |
| 11. Dezember | Awet Terterjan                         | armenischer Komponist                                                                                         | 65    |       |
| 12. Dezember | Adolf Drobny                           | österreichischer Goldschmied und Künstler                                                                     |       |       |
| 12. Dezember | John Edgar Colwell Hearne              | kanadischer Schriftsteller                                                                                    | 68    |       |
| 12. Dezember | Nicolaas Kuiper                        | niederländischer Mathematiker                                                                                 | 74    |       |
| 12. Dezember | Souleymane Ly                          | nigrischer Pädagoge und Politiker                                                                             | 75    |       |
| 12. Dezember | Annelise Reenberg                      | dänische Regisseurin, Kamerafrau und Drehbuchautorin                                                          | 75    |       |
| 12. Dezember | Stuart Roosa                           | US-amerikanischer Astronaut                                                                                   | 61    |       |
| 12. Dezember | Karl Stoiber                           | österreichischer Fußballspieler                                                                               | 87    |       |
| 12. Dezember | Eleonore Vondenhoff                    | österreichische Schauspielerin                                                                                | 93    |       |
| 13. Dezember | Glenn M. Anderson                      | US-amerikanischer Politiker                                                                                   | 81    |       |
| 13. Dezember | Philip Morris Hauser                   | US-amerikanischer Soziologe                                                                                   | 85    |       |
| 13. Dezember | Antoine Pinay                          | französischer Politiker, Mitglied der Nationalversammlung                                                     | 102   |       |
| 13. Dezember | Olga Nikolajewna Rubzowa               | sowjetische Schachspielerin                                                                                   | 85    |       |
| 13. Dezember | Hilde Weber                            | deutsch-brasilianische Malerin, Zeichnerin, Illustratorin und Keramikerin                                     | 81    |       |
| 14. Dezember | Eddie Dougherty                        | US-amerikanischer Jazzmusiker                                                                                 | 79    |       |
| 14. Dezember | Orval Faubus                           | US-amerikanischer Politiker                                                                                   | 84    |       |
| 14. Dezember | Catherine Filene Shouse                | US-amerikanische Frauenrechtlerin und Kunstmäzen                                                              | 98    |       |
| 14. Dezember | Mary Ann McCall                        | US-amerikanische Jazzsängerin                                                                                 | 75    |       |
| 14. Dezember | Edmund Hudleston                       | britischer Offizier der Luftstreitkräfte des Vereinigten Königreichs                                          | 85    |       |
| 14. Dezember | Eighneachán Ó hAnnluain                | irischer Politiker                                                                                            |       |       |
| 14. Dezember | Gertrud Pätsch                         | deutsche Ethnologin und Philologin                                                                            | 84    |       |
| 14. Dezember | Lilly Scholz                           | österreichische Eiskunstläuferin                                                                              | 91    |       |
| 14. Dezember | Franco Venturi                         | italienischer Historiker, Essayist und Journalist                                                             | 80    |       |
| 15. Dezember | Henry Phelps Brown                     | englischer Arbeitsökonom und Wirtschaftshistoriker                                                            | 88    |       |
| 15. Dezember | Hellmuth Heinz                         | deutscher Widerstandskämpfer und Museumsmitarbeiter                                                           | 90    |       |
| 15. Dezember | Hryhorij Kotschur                      | ukrainischer Poet, Übersetzer, Literaturwissenschaftler und Polyglott                                         | 86    |       |
| 15. Dezember | Arthur de la Mare                      | britischer Diplomat, Schriftsteller                                                                           | 80    |       |
| 16. Dezember | David Dunlap                           | US-amerikanischer Ruderer                                                                                     | 84    |       |
| 16. Dezember | Eberhard Galley                        | deutscher Literaturwissenschaftler und Bibliothekar                                                           | 84    |       |
| 16. Dezember | Theodor Pütz                           | deutsch-österreichischer Nationalökonom                                                                       | 89    |       |
| 17. Dezember | Jean-Jacques von Allmen                | Schweizer evangelischer Geistlicher und Hochschullehrer                                                       | 77    |       |
| 17. Dezember | Carl Wolfgang Graf von Ballestrem      | deutscher Adeliger, Malteserritter und Großhospitalier                                                        | 91    |       |
| 17. Dezember | Eva Schindler                          | deutsche Schriftstellerin                                                                                     | 64    |       |
| 17. Dezember | Klaus Schmetjen                        | deutscher Politiker (CDU), MdL                                                                                | 75    |       |
| 17. Dezember | Olavi Talja                            | finnischer Leichtathlet                                                                                       | 69    |       |
| 18. Dezember | Roger Apéry                            | französischer Mathematiker                                                                                    | 78    |       |
| 18. Dezember | Henry Banks                            | US-amerikanischer Rennfahrer                                                                                  | 81    |       |
| 18. Dezember | Heinz Bernard                          | britischer Schauspieler und Theaterleiter                                                                     | 70    |       |
| 18. Dezember | Florian Breuer                         | deutscher Maler und Bildhauer                                                                                 | 78    |       |
| 18. Dezember | Charles Alan Fraser                    | südafrikanischer Militär und Diplomat                                                                         | 79    |       |
| 18. Dezember | Don Fedderson                          | US-amerikanischer Fernsehproduzent                                                                            | 81    |       |
| 18. Dezember | Walter Jurecka                         | österreichischer Bauingenieur                                                                                 | 79    |       |
| 18. Dezember | F. Bradford Morse                      | US-amerikanischer Politiker                                                                                   | 73    |       |
| 18. Dezember | Bruno Parovel                          | italienischer Ruderer                                                                                         | 81    |       |
| 18. Dezember | David Pitt, Baron Pitt of Hampstead    | britischer Politiker, Bürgerrechtler und Arzt                                                                 | 81    |       |
| 18. Dezember | Costantino Rozzi                       | italienischer Unternehmer und Sportfunktionär                                                                 | 65    |       |
| 18. Dezember | Lilia Skala                            | US-amerikanische Film- und Theaterschauspielerin österreichischer Herkunft                                    | 98    |       |
| 18. Dezember | Heinz Spielmann                        | österreichisch-US-amerikanischer Agrarökonom                                                                  | 75    |       |
| 18. Dezember | Max Wedemeyer                          | deutscher evangelischer Pastor und Schriftsteller                                                             | 83    |       |
| 18. Dezember | Smiley Winters                         | US-amerikanischer Jazzmusiker und Komponist                                                                   |       |       |
| 19. Dezember | Wolfgang Berger                        | deutscher Politiker (SED), persönlicher Referent Walter Ulbrichts                                             | 73    |       |
| 19. Dezember | Bill Douglass                          | US-amerikanischer Jazzmusiker                                                                                 | 71    |       |
| 19. Dezember | Klaus Fischer-Dieskau                  | deutscher Chorleiter                                                                                          | 73    |       |
| 19. Dezember | Hans Galperin                          | deutscher Richter                                                                                             | 94    |       |
| 19. Dezember | Wadim Alexejewitsch Kosin              | russischer Sänger (Tenor), Komponist und Lieddichter                                                          | 91    |       |
| 19. Dezember | Alfred Recknagel                       | deutscher Physiker                                                                                            | 84    |       |
| 20. Dezember | Daniel I. Arnon                        | US-amerikanischer Biologe                                                                                     | 84    |       |
| 20. Dezember | Ted Clayton                            | südafrikanischer Radrennfahrer                                                                                | 83    |       |
| 20. Dezember | Stephen Coughlan                       | irischer Politiker (Labour Party)                                                                             | 83    |       |
| 20. Dezember | Cheo García                            | venezolanischer Sänger                                                                                        | 68    |       |
| 20. Dezember | Hans Herlin                            | deutscher Schriftsteller                                                                                      | 68    |       |
| 20. Dezember | Heinz Pfeiffer                         | deutscher Geologe und Paläontologe                                                                            | 73    |       |
| 20. Dezember | Dean Rusk                              | US-amerikanischer Politiker                                                                                   | 85    |       |
| 21. Dezember | Göte Almqvist                          | schwedischer Eishockeyspieler                                                                                 | 73    |       |
| 21. Dezember | Wolfgang Höller                        | österreichischer Diplomat                                                                                     | 85    |       |
| 21. Dezember | Somiya Ichinen                         | japanischer Maler und Schriftsteller                                                                          | 101   |       |
| 21. Dezember | Mabel Poulton                          | englische Filmschauspielerin                                                                                  | 93    |       |
| 21. Dezember | Audrey Sale-Barker                     | britische Skirennläuferin und Pilotin                                                                         | 91    |       |
| 22. Dezember | Friedrich Aduatz                       | österreichischer Maler und Graphiker                                                                          | 87    |       |
| 22. Dezember | Erich Bock                             | deutscher Sanitätsoffizier                                                                                    | 87    |       |
| 22. Dezember | Roger Chaput                           | französischer Jazzmusiker und bildender Künstler                                                              | 85    |       |
| 22. Dezember | Martin Helas                           | deutscher Parteifunktionär und Polizist                                                                       | 82    |       |
| 22. Dezember | Gunnar Hering                          | deutscher Historiker und Neogräzist                                                                           | 60    |       |
| 22. Dezember | Otowa Nobuko                           | japanische Schauspielerin                                                                                     | 70    |       |
| 22. Dezember | Theodor Piffl-Perčević                 | österreichischer Jurist und Politiker (ÖVP), Abgeordneter zum Nationalrat und Unterrichtsminister (1964–1969) | 83    |       |
| 22. Dezember | John Arthur Todd                       | britischer Mathematiker                                                                                       | 86    |       |
| 22. Dezember | Helmut Wunderlich                      | deutscher Politiker (SED), MdV, Minister für Allgemeinen Maschinenbau der DDR                                 | 75    |       |
| 23. Dezember | Otto Borger                            | österreichischer Fabrikant und Heimatdichter                                                                  | 90    |       |
| 23. Dezember | Karl Hamann                            | deutscher Chemiker                                                                                            | 88    |       |
| 23. Dezember | Johnny Mince                           | amerikanischer Jazzmusiker                                                                                    | 82    |       |
| 23. Dezember | Vincenzo Mario Palmieri                | italienischer Rechtsmediziner und Politiker                                                                   | 95    |       |
| 23. Dezember | Walter Pektor                          | österreichischer Speerwerfer                                                                                  | 49    |       |
| 23. Dezember | Friedrich Sauthoff                     | deutscher Maschinenbauingenieur                                                                               | 89    |       |
| 23. Dezember | Sebastian Shaw                         | englischer Schauspieler                                                                                       | 89    |       |
| 24. Dezember | Felix Biestek                          | US-amerikanischer Hochschullehrer und Jesuitenpater                                                           | 82    |       |
| 24. Dezember | John Boswell                           | US-amerikanischer Historiker                                                                                  | 47    |       |
| 24. Dezember | Rossano Brazzi                         | italienischer Schauspieler                                                                                    | 78    |       |
| 24. Dezember | Gordon Cleaver                         | britischer Jagdflieger                                                                                        | 84    |       |
| 24. Dezember | Elisabeth Neumann-Viertel              | österreichische Schauspielerin                                                                                | 94    |       |
| 24. Dezember | John Osborne                           | englischer Autor                                                                                              | 65    |       |
| 24. Dezember | André Rasenberg                        | niederländischer Boxer                                                                                        | 80    |       |
| 24. Dezember | Jochem Schindler                       | österreichischer Indogermanist                                                                                | 50    |       |
| 24. Dezember | Alexander Nikolajewitsch Uwarow        | russischer Eishockeyspieler                                                                                   | 72    |       |
| 24. Dezember | Fritz Wempner                          | deutscher Schauspieler und Bühnenautor                                                                        | 84    |       |
| 25. Dezember | Pierre Dreyfus                         | französischer Politiker und Industriemanager                                                                  | 87    |       |
| 25. Dezember | Henry W. Ehrmann                       | deutschamerikanischer Politikwissenschaftler                                                                  | 86    |       |
| 25. Dezember | Herbert Falk                           | deutscher Politiker (CSU), MdL                                                                                | 65    |       |
| 25. Dezember | Wilhelm Hufnagl                        | österreichischer Schauspieler, Rundfunksprecher und Theaterregisseur                                          | 90    |       |
| 25. Dezember | Walter Klöditz                         | deutscher Kommunalpolitiker (SPD), Oberbürgermeister der Stadt Braunschweig (1972–1974)                       | 83    |       |
| 25. Dezember | Gustav Mesmer                          | deutscher Flugradbauer, Visionär und Korbflechter                                                             | 91    |       |
| 25. Dezember | Giani Zail Singh                       | indischer Politiker; Staatspräsident Indiens (1982–1987)                                                      | 78    |       |
| 26. Dezember | Reinhart Berger                        | deutscher Verwaltungsjurist, Oberkreisdirektor des Landkreises Uelzen                                         | 84    |       |
| 26. Dezember | Jock Campbell, Baron Campbell of Eskan | britischer Unternehmer und Sozialreformer                                                                     | 82    |       |
| 26. Dezember | Joop Klant                             | niederländischer Wirtschaftswissenschaftler und Autor                                                         | 79    |       |
| 26. Dezember | Hannes Koch                            | deutscher Leichtathlet                                                                                        | 59    |       |
| 26. Dezember | Sylva Koscina                          | italienische Schauspielerin jugoslawischer Herkunft                                                           | 61    |       |
| 26. Dezember | Pietro Pavan                           | italienischer Geistlicher, Theologe und Kardinal der römisch-katholischen Kirche                              | 91    |       |
| 26. Dezember | Elisabeth Plattner                     | deutsche Pädagogin                                                                                            | 95    |       |
| 26. Dezember | Karl Schiller                          | deutscher Politiker (SPD), MdHB, MdB, Bundesminister                                                          | 83    |       |
| 26. Dezember | Parveen Shakir                         | pakistanische Lyrikerin, Pädagogin und Regierungsangestellte                                                  | 42    |       |
| 26. Dezember | Edwin Wedge                            | US-amerikanischer Eisschnellläufer                                                                            | 83    |       |
| 27. Dezember | Hans Goetting                          | deutscher Historiker                                                                                          | 83    |       |
| 28. Dezember | Georgi Filippowitsch Baidukow          | sowjetischer Pilot und Autor                                                                                  | 87    |       |
| 28. Dezember | Karl Hermann Knoke                     | deutscher Jurist und Diplomat                                                                                 | 85    |       |
| 29. Dezember | Jan Bender                             | niederländisch-deutscher Komponist und Kirchenmusiker                                                         | 85    |       |
| 29. Dezember | Jan Arvid Hellström                    | schwedischer Autor und Bischof                                                                                | 53    |       |
| 29. Dezember | Tage Kaarsted                          | dänischer Historiker und Hochschullehrer                                                                      | 66    |       |
| 29. Dezember | Simon Koiner                           | österreichischer Landwirt, Multifunktionär und Politiker                                                      | 73    |       |
| 29. Dezember | Manuel Mora Valverde                   | costa-ricanischer Generalsekretär der „Vanguardia Popular“                                                    | 85    |       |
| 29. Dezember | Eugen Sigg                             | Schweizer Ruderer                                                                                             | 96    |       |
| 29. Dezember | Frank Thring                           | australischer Film- und Theaterschauspieler                                                                   | 68    |       |
| 30. Dezember | Lloyd James Austin                     | australischer Romanist und Literaturwissenschaftler                                                           | 79    |       |
| 30. Dezember | Enea Balmas                            | italienischer Romanist und Literaturwissenschaftler                                                           | 70    |       |
| 30. Dezember | Dmitri Dmitrijewitsch Iwanenko         | russischer Physiker                                                                                           | 90    |       |
| 30. Dezember | Reinhold Kietz                         | deutscher Politiker (SED)                                                                                     | 67    |       |
| 30. Dezember | Aindrias Micheál Ó Caoimh              | irischer Jurist                                                                                               | 82    |       |
| 30. Dezember | Erwin Plöckinger                       | österreichischer Montaningenieur                                                                              | 80    |       |
| 30. Dezember | Roger Portal                           | französischer Historiker                                                                                      | 88    |       |
| 30. Dezember | Anton Rom                              | deutscher Olympiasieger im Rudern                                                                             | 85    |       |
| 30. Dezember | Maureen Tigrett                        | britische | 48    |       |
| 31. Dezember | Leigh Bowery                           | australischer Performancekünstler, Modedesigner, Model und Nachtclubbetreiber                                 | 33    |       |
| 31. Dezember | Leo Fuchs                              | US-amerikanischer Schauspieler des jiddischen Films                                                           | 83    |       |
| 31. Dezember | Elma Karlowa                           | jugoslawische Filmschauspielerin                                                                              | 62    |       |
| 31. Dezember | Knud Axel Nielsen                      | dänischer Politiker, Abgeordneter und Minister                                                                | 90    |       |
| 31. Dezember | Bruno Pezzey                           | österreichischer Fußballnationalspieler                                                                       | 39    |       |
| 31. Dezember | Anny von Stosch                        | deutsche Opernsängerin                                                                                        | 99    |       |
| 31. Dezember | Woody Strode                           | US-amerikanischer Zehnkämpfer und Schauspieler                                                                | 80    |       |
| Dezember     | Peter Goring                           | englischer Fußballspieler und -trainer                                                                        | 67    |       |
| Dezember     | Athanasios Kanellopoulos               | griechischer Politiker                                                                                        |       |       |
| Dezember     | Doug Lishman                           | englischer Fußballspieler                                                                                     | 71    |       |
| Dezember     | Augusto Pedrazza                       | italienischer Comiczeichner                                                                                   | 71    |       |